# Женетт, Жерар
Жера́р Жене́тт (фр. Gérard Genette; 7 июня 1930 — 11 мая 2018) — французский литературовед, один из основных представителей структурализма, один из основателей современной нарратологии, изучения интертекстуальности. Участник леворадикальной группы «Социализм или варварство».

## Биография
Женетт родился в Париже, окончил Высшую нормальную школу в 1955 году, в 1963-1967 годах работал в Сорбонне, затем преподавал в Высшей практической школе и до выхода на пенсию в 1994 году  в Высшей школе общественных наук (EHESS).
В 1960-х годах испытал влияние Ролана Барта и был одним из самых близких его соратников; участник группы «Tel Quel», в 1970 года вместе с Цветаном Тодоровым основал знаменитый журнал «Поэтика».

## Термины, введённые Женеттом
- Диегесис
- Фокализация

## Труды
- Figures I, 1966
- Figures II, 1969
- Figures III, 1972
- Figures IV, 1999
- Figures V, 2002
- Mimologiques : voyage en Cratylie, 1976
- Introduction à l’architexte, 1979 (Введение в архитекст)
- Palimpsestes, La littérature au second degré, 1982
- Nouveau discours du récit, 1983
- Seuils, 1987
- Fiction et diction, 1991 (Вымысел и слог)
- L'Œuvre de l’art, 2 volumes :
  - 1 : immanence et transcendance, 1994
  - 2 : la relation esthétique, 1997
- Métalepse, 2004
- Bardadrac, 2006